# Albert Zoer
Albert Zoer (* 31. Juli 1975) ist ein niederländischer Springreiter.
Zoer nahm mit sieben Jahren erstmals an einem Reitturnier teil. Er betreibt zusammen mit seinem Vater Arend Zoer einen Zucht- und Handelsstall im niederländischen Echten (Gemeinde De Wolden). Albert Zoer hatte auf dem Höhepunkt seiner Karriere, im Januar 2010, die Führung der Springreiter-Weltrangliste der FEI inne. Im März 2019 befand er sich noch auf Rang 490 der Weltrangliste.
Im Sommer 2008, zwei Tage nach seinem Sieg im Großen Preis von Aachen brach sich Zoer bei der Arbeit mit einem jungen Pferd das Bein. Aufgrund dieser Verletzung konnte er nicht an den Olympischen Spielen 2008 teilnehmen, für die er als einer der Favoriten auf den Einzelsieg galt.
Seine ältere Schwester Jenny Zoer war ebenfalls als internationale Springreiterin aktiv, sie nahm als Mitglied der niederländischen Mannschaft an den Weltreiterspielen in Stockholm (1990) und Den Haag (1994) teil.

## Pferde (Auswahl)
- Sam (* 1999), brauner KWPN-Wallach, Vater: Calvados, Muttervater: Ahorn; zuletzt im Sommer 2013 im internationalen Sport eingesetzt[6]
- Samurai (* 1999), brauner KWPN-Wallach, Vater: Iroko, Muttervater: Boreas; wurde ab 2011 von Roberto Turchetto und Michela Capponi geritten[7]
- Uraguay (* 2001), KWPN-Schimmelwallach, Vater: Nairobi, Muttervater: Colino; wurde ab 2012 von Mario Deslauriers, Todd Minikus, Richard Spooner und Ben Maher geritten[8]
- Okidoki (* 1996; † 2010), brauner KWPN-Wallach, Vater: Jodokus, Muttervater: Topas[9], Anfang 2010 an den argentinischen Springreiter José Larocca verkauft, im Juli 2010 an einem septischen Schock verstorben[10][11]
- Lincoln (* 1993 im Stall A. Zoer), brauner KWPN-Hengst, Vater: Faldo, Muttervater: Bredero, bis 2008 von Albert Zoer geritten[12][13]

## Erfolge

### Championate und Weltcup
- Weltmeisterschaften:
  - Weltreiterspiele 2006, Aachen: mit Okidoki 1. Platz mit der niederländischen Mannschaft und 20. Platz in Einzel

- Europameisterschaften:
  - 1991, Europameisterschaft der Junioren: 4. Platz mit der niederländischen Mannschaft mit Cordillio
  - 1995, Europameisterschaft der Jungen Reiter, Babenhausen: mit Desteny 7. Platz mit der niederländischen Mannschaft
  - 1996, Europameisterschaft der Jungen Reiter, Klagenfurt: mit Everglade 5. Platz mit der niederländischen Mannschaft und 22. Platz in Einzel
  - 2007, Mannheim: mit Okidoki 1. Platz mit der niederländischen Mannschaft und 4. Platz in Einzel
  - 2009, Windsor: mit Okidoki 4. Platz mit der niederländischen Mannschaft und 3. Platz in Einzel

- Weltcup-Finale
  - 2009, Las Vegas: 3. Platz mit Okidoki

### Weitere Erfolge (ab 2003)
- 2003: 1. Platz im Großen Preis von Redefin mit Lowina, außerdem mit der niederländischen Mannschaft 1. Platz im Nationenpreis von Rotterdam mit Lowina
- 2004: 1. Platz im Großen Preis von Zuidlaaren (CSI 3*) mit Lowina, außerdem mit der niederländischen Mannschaft 1. Platz im Nationenpreis von Rom mit Lowina
- 2005: 3. Platz im Großen Preis von Braunschweig (CSI 3*) mit Okidoki, 1. Platz im Großen Preis von Verona mit Lincoln, 1. Platz im Großen Preis von Linköping (CSI 4*) mit Okidoki, 1. Platz in der Weltcup-Wertungsprüfung von Verona mit Okidoki, 1. Platz im Großen Preis von Frankfurt a. M. (CSI 3*) mit Okidoki
- 2006: 1. Platz im Großen Preis von 's-Hertogenbosch (CSI 4*-W) mit Okidoki, 1. Platz im Großen Preis von Hardelot (CSI 2*) mit Okidoki, 4. Platz im Großen Preis von La Baule (CSIO 5*) mit Okidoki, 2. Platz im Großen Preis von Chantilly (CSI 3*) mit Lincoln, 2. Platz im Großen Preis von Barcelona (CSIO 5*) mit Okidoki, 4. Platz im Großen Preis von Stuttgart (Weltcup-Wertungsprüfung, CSI 5*-W), außerdem mit der niederländischen Mannschaft 2. Platz im Nationenpreis von Barcelona (CSIO 5*) mit Okidoki
- 2007: 2. Platz im Großen Preis von Neumünster mit Lincoln, 2. Platz in der Weltcup-Wertungsprüfung von 's-Hertogenbosch (CSI 4*-W) mit Okidoki, 2. Platz im Großen Preis von Geesteren (CSI 4*) mit Okidoki, 2. Platz im Großen Preis von Arezzo (CSI 5*, GCT-Wertungsprüfung) mit Okidoki, 1. Platz im Großen Preis von Athen (CSI 5*, GCT-Wertungsprüfung) mit Okidoki, 1. Platz bei den Equita Masters (CSI 5* Lyon) mit Okidoki, 1. Platz in der Weltcup-Wertungsprüfung von Verona (CSI 4*-W) mit Okidoki, 1. Platz im Großen Preis von London-Olympia (CSI 5*-W) mit Okidoki, Sieg in der Gesamtwertung der Global Champions Tour, außerdem mit der niederländischen Mannschaft 1. Platz im Nationenpreis von St. Gallen (CSIO 5*) mit Okidoki und 2. Platz im Nationenpreis von Barcelona (CSIO 5*) mit Okidoki
- 2008: 2. Platz im Großen Preis von Hamburg (CSI 5*, GCT-Wertungsprüfung) mit Sam, 1. Platz im Großen Preis von Rotterdam (CSIO 5*) mit Sam, 1. Platz im Großen Preis von Aachen, 2. Platz im Großen Preis von Mechelen (CSI 5*-W) mit Sam, außerdem mit der niederländischen Mannschaft 2. Platz im Nationenpreis von Aachen (CSIO 5*) mit Okidoki
- 2009: 1. Platz in der Weltcup-Wertungsprüfung von Bordeaux (CSI 5*-W) mit Okidoki, 1. Platz im Großen Preis von Antwerpen (CSI 4*) mit Sam, 2. Platz in der Weltcup-Wertungsprüfung von Lyon (CSI 5*-W) mit Okidoki, außerdem mit der niederländischen Mannschaft 1. Platz im Nationenpreis von Calgary-Spruce Meadows (CSIO 5*) mit Okidoki und 2. Platz im Nationenpreis von Aachen (CSIO 5*) mit Okidoki
- 2010: 3. Platz im Großen Preis der Bundesrepublik (Dortmund, CSI 3*) mit Samurai, 1. Platz im Großen Preis von Balve mit Uraguay
- 2012: 1. Platz im Großen Preis von Zuidbroek (CSI 2*) mit Woklahoma, 1. Platz im Großen Preis der Horse of the Year Show (CSI 3* Birmingham) mit Sam
- 2013: 4. Platz im Großen Preis von Amsterdam (CSI 4*) mit Wollie Bollie, 2. Platz im Großen Preis von Sint-Katelijne-Waver (CSI 3*) mit Wollie Bollie, 3. Platz in der Badenia (CSI 3* Mannheim) mit Wollie Bollie, 1. Platz im Großen Preis von Zuidwolde (CSI 2*) mit Abra Kadabra
- 2014: 1. Platz im Großen Preis von Zuidbroek (CSI 2*) mit Abra Kadabra, 1. Platz im Großen Preis der Bundesrepublik (CSI 3* Dortmund / Masters-League-Finale) mit Abra Kadabra, 1. Platz im Großen Preis der zweiten Woche der Z-Tour (CSI 3* Lanaken-Zangersheide) mit Abra Kadabra, 1. Platz im Großen Preis von Bourg-en-Bresse (CSI 4*) mit Abra Kadabra, 2. Platz im Großen Preis von Arnheim (CSI 3*) mit Abra Kadabra, 3. Platz im Großen Preis von Maastricht (CSI 3*) mit Gigolo
- 2015: 1. Platz in der Badenia (CSI 3* Mannheim) mit Gigolo, 1. Platz im Großen Preis von Arnheim (CSI 3*) mit Gigolo, 2. Platz im Großen Preis von Strazeele (CSI 2*) mit Cancun
- 2016: 2. Platz im Großen Preis von Zuidbroek (CSI 2*) mit Cancun
- 2017: 2. Platz in einem CSI 2*-Großen Preis in Roosendaal (27. August) mit Gigolo, 2. Platz in einem CSI 2*-Großen Preis in Roosendaal (3. September) mit Cancun
- 2018: 2. Platz im Großen Preis von Zuidbroek (CSI 2*) mit Cancun, 3. Platz im Großen Preis der 1. Woche der Z-Tour (CSI 2* Lanaken-Zangersheide) mit Cancun
- 2019: 3. Platz im Großen Preis von Neumünster (CSI 3*) mit Florian

(Stand: 10. März 2019)